# Dyckia nigrospinulata
Dyckia nigrospinulata är en gräsväxtart som beskrevs av Strehl. Dyckia nigrospinulata ingår i släktet Dyckia och familjen Bromeliaceae. Inga underarter finns listade i Catalogue of Life.